# Giovanni Mariacher
Giovanni Mariacher (Perugia, 28 settembre 1912 – Padova, 7 gennaio 1994) è stato uno storico dell'arte e museologo italiano.

## Biografia

### L'infanzia e gli studi
Nato nel 1912 a Perugia, dove il padre Marino si trova quale funzionario della Banca Commerciale Italiana, segue i suoi trasferimenti a Bari, dove nel 1914 nasce il fratello Gabriele (morto l'anno seguente a Verona), quindi a Genova e infine a Bolzano, dove muore la madre, Marianna Rigotti, alla fine di dicembre del 1920. Dopo aver concluso a Bolzano le scuole elementari, accudito dalla nonna paterna, raggiunge il padre nel frattempo trasferito alla sede di Milano. Qui compie gli studi classici e nel 1936 si laurea in Lettere presso l'Università Cattolica. Nel 1937 ottiene il diploma di perfezionamento in Storia dell'arte veneziana presso la Scuola Storico-Filologica delle Venezie, all'Università di Padova.

### La carriera
Nel 1938 gli viene concessa una borsa di studio per il perfezionamento all'Istituto di Archeologia e Storia dell'Arte di Roma e nello stesso anno è chiamato a coprire per incarico il posto di Assistente alle collezioni d'arte presso la Direzione Musei Civici di Venezia; qui collabora, con l'allora Direttore Giulio Lorenzetti, e con Rodolfo Pallucchini, al riordino della Galleria d'Arte moderna, compilando il relativo catalogo a stampa; allestisce, con. F. Franco, la Raccolta delle Memorie Venete di Creta, presso il Fondaco dei Turchi; collabora, sempre con Lorenzetti, all'allestimento e al Catalogo della Mostra di Argenterie veneziane settecentesche (Sala Napoleonica).
Nel 1939 ottiene il Diploma di perfezionamento in Storia dell'Arte medioevale e moderna all'Istituto di Archeologia e Storia dell'Arte dell'Università di Roma, con una tesi su Antonio Rizzo, e nel corso dell'anno collabora all'Opera della Bibliografia veneziana diretta da Andrea Noschetti, presso l'Istituto Veneto di Scienze Lettere ed Arti di Venezia. Con Lorenzetti collabora all'allestimento e al Catalogo della Mostra delle Maioliche Venete del ‘700 (Ca' Rezzonico), procede alla compilazione dell'Inventario topografico del Museo Vetrario di Murano e allestisce presso il Museo Correr la Raccolta delle Tavole veneziane delle Arti (Deposito Gallerie).
Nel 1940, vincitore del Concorso nazionale bandito dal Comune di Venezia, è nominato assistente di ruolo presso la Direzione Musei; è incaricato dell'Inventario dei Rami d'arte presso la Città e l'Isola di Murano, per la Direzione alle Belle Arti, e in seguito allo scoppio della seconda guerra mondiale partecipa allo smontaggio e collocamento in salvo di tutte le collezioni d'arte dei Musei Civici.
Dal 1941 al 1942 è richiamato alle armi, per rientrare poi in servizio nell'ottobre 1943; nel frattempo continua a pubblicare.
Nel 1944, il 12 aprile, sposa a Milano Antonietta Boggi.
Nel 1945 collabora alla redazione del Catalogo e all'allestimento della Mostra delle Miniature presso la Mostra dei Cinque Secoli di Pittura Veneta, organizzata dal prof. Pallucchini; allestisce la Mostra ciclica organizzata per la Galleria d'Arte Moderna e dedicata all'arte moderna francese (Sala Napoleonica) e ne cura il Catalogo; il 21 di aprile gli nasce la prima figlia, Maria Anna.
Nel 1946 collabora al riordino e riapertura della Galleria d'Arte Moderna a Ca' Pesaro, compilando l'inventario e riordinando il materiale presso la Galleria stessa. Nominato socio ordinario dell'Ateneo Veneto, è chiamato a far parte del Comitato generale per la Mostra dei Capolavori dei Musei Veneti organizzata dal prof. Pallucchini, e gli viene assegnato, in seguito a concorso nazionale, un premio per la critica d'arte del Ministero della Pubblica Istruzione.
Nel 1947 procede al riordino e riapertura del Museo Vetrario di Murano e delle collezioni settecentesche presso Ca' Rezzonico; per la parte bibliografica collabora al Catalogo della Mostra “Trésors de l'Art  venitienne à Lausanne” diretta dal prof. Pallucchini; ordina la Mostra delle Processioni veneziane presso la Scuola di S.Giovanni Evangelista e allestisce, con i proff. Lorenzetti e Brabantini, la Mostra delle Tre Scuole, con relativo catalogo. È chiamato a collaborare con le Conferenze sull'architettura veneziana e visite di monumenti, presso l'Istituto Universitario di Ca' Foscari – Corsi estivi per stranieri (incarico rinnovato negli anni successivi).
Nel 1948 è invitato a collaborare con alcune conferenze al ciclo annuale di Lezioni d'arte organizzato in corso d'anno e nei successivi dalla Direzione alle Belle Arti del Comune e prende parte ai corsi organizzati dall'Università Popolare di Venezia.
Nel 1949 collabora all'allestimento della Quadreria del Museo Correr (in apertura provvisoria) con relativo catalogo; collabora, per la parte bibliografica e la guida dell'appartamento ducale,  al Catalogo della Mostra di Giovanni Bellini organizzata dal prof. Pallucchini, e all'allestimento della Mostra dei Bronzetti sacri nella Galleria Napoleonica; cura le schede per il Catalogo della Mostra del Restauro a cura della Sovrintendenza ai Monumenti.
Nel 1949-'50 tiene un corso di Storia dell'arte per le Guide autorizzate, su invito dell'E.N.A.L.C.-Ispettorato di Venezia.
Mel 1950 è chiamato a far parte della Commissione ordinatrice per la Mostra dell'Artigianato liturgico-Sezione antica, a S.Vidal, e collabora al catalogo con il prof. Lorenzetti; è nominato socio corrispondente interno della Deputazione di Storia patria per le Venezie; fa parte della Commissione nominata dalla Prefettura e dal Comune di Venezia per le Guide autorizzate, sessione di esami 1949-'50. È iscritto all'Albo di Venezia, Categoria Pubblicisti. A settembre gli nasce la seconda figlia, Gabriella.
Nel 1951 consegue la libera docenza di Storia dell'arte medioevale e moderna, successivamente depositata presso l'Università di Padova. Collabora con il prof. Lorenzetti all'allestimento della Mostra del Tiepolo, e al completamento del relativo Catalogo.
Nel 1952 fa parte della Commissione Esecutiva e del Comitato Ordinatore per la Mostra del Cinquantennio del Vetro di Murano presso la 26. Biennale, collaborando anche al Catalogo. Cura la pubblicazione del Catalogo del Museo Vetrario di Murano. È chiamato a far parte della Commissione per la esportazione presso la Sovrintendenza alle Gallerie di Venezia.
Nel 1953 partecipa, come rappresentante dei Musei Civici Veneziani, nella Sezione italiana, al 17. Congresso Internazionale di Storia dell'Arte tenuto ad Amsterdam; è nominato al Collegio Accademico membro per la Classe degli Storici (critici d'arte) dell'Accademia di Belle Arti di Venezia. Allestisce, assieme al prof. Brunetti, la sezione storica del Museo Correr nel nuovo riordino, e la Casa di Goldoni, Museo goldoniano e Centro di studi teatrali; allestisce e riordina le collezioni settecentesche di porcellane e maioliche e delle sculture e bronzetti di G.M. Morlaiter a Ca' Rezzonico.
Nel 1954 partecipa, con borsa di studio rilasciata dall'Istituto di Archeologia e Storia dell'arte di Roma, al Corso di Specializzazione Museografica presso l'Istituto stesso. È nominato Vice-direttore dei Musei Civici. È chiamato a far parte del Comitato esecutivo per le Arti decorative alla 27. Biennale. Fa parte della Commissione per l'allestimento e la redazione della Mostra “Venezia viva” in Palazzo Grassi, curata dal Centro Internazionale per le Arti ed il Costume.
Nel 1955 è nominato Consigliere dell'Ateneo Veneto; partecipa ad un secondo Corso di Museografia e Tecnica del Restauro organizzato a Roma dall'Istituto di Storia dell'Arte, presso l'Istituto Centrale del Restauro, e partecipa, con una comunicazione in tema d'Arte veneziana, al 18. Congresso Internazionale di Storia dell'Arte, tenuto a Venezia. Fa parte del Comitato per la Mostra “Arti decorative italiane”, Sezione vetri e tessuti, su designazione del Ministero della Pubblica Istruzione, Direzione generale Antichità e Belle Arti, da organizzarsi all'Aja. È incaricato della reggenza della Direzione Musei Civici di Venezia.
Nel 1956 è chiamato a far parte della Commissione per il Padiglione delle arti veneziane presso la 28. Biennale; fa parte del Comitato per la Mostra del Ritratto veneto a Varsavia, organizzata per iniziativa del Ministero della Pubblica Istruzione.
Nel marzo del 1957 viene nominato Direttore dei Civici Musei.
A cavallo fra il 1962 e il 1963 tiene, per l'Università Popolare di Venezia, Storia dell'Arte veneziana, 2.Ciclo, Dal 13. al 15. secolo, le Lezioni "I 'Tagiapiera': De Sanctis, Dalle Masegne, Bon, Bregno ecc." e "Le Imbarcazioni veneziane dalle origini al secolo quindicesimo".
Nel febbraio del  1963 tiene a Stoccolma una conferenza su “Il Vetro italiano”; a Milano, per l'Istituto di Studi romani, tiene una Conferenza su "I Vetri romani di Zara al Museo Correr di Venezia"; nel settembre tiene a S.Giorgio la Conferenza "Arti minori veneziane nel Rinascimento: il vetro e l'oreficeria dal Quattrocento al Cinquecento.
Nel 1964 compie il primo viaggio negli Stati uniti d'America al seguito della Mostra "Eighteenth-Century Venetian Drawings from the Correr Museum of Venice”;: a New York, il 13 aprile, tiene la Conferenza "Venetian Glass from the Renaissance to the Present Day"; nel giugno organizza a Venezia la Mostra su Vittore Carpaccio; a novembre, a Monaco di Baviera, tiene la Conferenza "Vetro veneziano dal 15. al 18. secolo”.
Nel 1965. per l'Università Popolare di Venezia, Storia dell'Arte veneziana, 4.Ciclo, Il primo Cinquecento, tiene il Ciclo di Lezioni "Palma il Vecchio", "Jacopo Sansovino", "Sopralluogo al Palazzo Corner della Ca' Grande"; a gennaio tiene una Lezione su Palma il Vecchio; a ottobre, presso l'Italian Institute di Londra, tiene la Conferenza "Il Vetro veneziano del Rinascimento”.
Nel 1966 a ottobre tiene a Vienna la Conferenza "Venezia dal 1797 al 1866" e a Venezia una Lezione su Alessandro Vittoria; sempre a Venezia organizza la Mostra "Venezia ieri e oggi”.
Nel 1967 ad aprile, per la Settimana di studio sulla storia delle arti applicate a cura dell'Istituto d'Arte di Firenze, tiene il Seminario "L'Arte del vetro”.
Nel 1968 compie un secondo viaggio negli Stati Uniti per organizzare una Mostra dei Bronzetti veneti del Rinascimento.
Nel 1969 a novembre tiene una Conferenza su “La Psicologia nell'arte” e in corso d'anno è nominato Accademico dell'Istituto tiberino; nel marzo-maggio, per l'Associazione degli Amici dei Poldi Pezzoli, Milano, tiene il Corso “Il Vetro d'arte”.
Nel 1970 partecipa all'apertura della tomba del Colleoni a Bergamo, e ai successivi lavori.
Nel 1971, a marzo, tiene la Conferenza "Il vetro veneziano del Rinascimento" presso l'"Italienischer Kulturinstitut und die Volkschule" di Innsbruck; ad aprile all'Ateneo Veneto la Conferenza "Arte a Venezia : introduzione alla prossima Biennale d'arte antica"; in giugno organizza al Correr la Mostra “Arte a Venezia dal Medioevo al Settecento”; a ottobre a Legnano tiene la Conferenza "Capolavori della Mostra 'Arte a Venezia"; a novembre tiene un Ciclo di Conferenze per il  Centro di studi italiani in Svizzera; a dicembre ad Ascona e a Zurigo la Conferenza "L'Arte del vetro a Venezia”.
Nel 1972 viene nominato Direttore alle Belle Arti; dal 1972 al 1974 lavora a un documentario per la TV svizzera.
Nel 1973 organizza la Mostra "Ritratto di Venezia"al Museo Correr; tiene 4 Lezioni al Poldi-Pezzoli su "Il Bronzetto italiano del Rinascimento. 15.-16. secolo”.
Nel 1974 fra marzo e aprile tiene in Svizzera un ciclo di Conferenze ("Artisti ticinesi a Venezia", "Venezia et Bisanzio"); organizza la Mostra “Venezia e Bisanzio”a Venezia, Palazzo Ducale, 8 giugno-30 settembre.
Nel 1975 a gennaio tiene al Lions di Padova la Conferenza "Venezia e BisanzIo : bilancio di una Mostra”; ad aprile, per l'Università Popolare, la Conferenza “L'Arte del Vetro a Venezia dal 1400 al 1700”; a Udine, a ottobre, la Conferenza “L'Arte del vetro”.
Nel 1976 tiene a Passariano un Corso su “La scultura gotica nel Friuli (sec. 14.-15).
Nel 1977 a luglio riceve dal Comune di Venezia la Medaglia d'oro per il lodevole servizio.
Al fine di dedicarsi interamente alla propria attività di studioso, presenta le dinissioni dalle Belle Arti, per pensionamento.
Nel 1978 a maggio tiene a Passariano un Corso su "La Scultura del Quattrocento nel Friuli”.
Nel 1979 tiene al Museo Poldi-Pezzoli la conversazione “Le Collezioni di vetri d'arte appartenenti al Museo Poldi Pezzoli : dal 15. al 19. sec.”; tiene a Passariano il Corso sulla scultura del ‘500 in Friuli; a settembre gli nasce, da Gabriella, il primo nipote, Alessandro.
Nel 1981 riceve il consueto incarico a Passariano, per il “5.Corso di aggiornamento in Storia dell'arte e della cultura in Friuli: Il Seicento”; in occasione delle "Celebrazioni e Mostra S.Antonio" partecipa in qualità di esperto per i tessuti trovati nella tomba del Santo: presente all'apertura della tomba, il suo nome è nella pergamena in essa riposta alla sua chiusura; rivece una lettera della Delegazione Pontificia della Basilica di S.Antonio in Padova, Città del Vaticano, 27 settembre 1981, di ringraziamento per la collaborazione prestata e l'invio in allegato di una medaglia; riceve la nomina da parte del Patriarca a consulente della Commissione Diocesana d'Arte Sacra per il triennio 1981-1983; a marzo gli nasce la nipote Alessia, dalla figlia Anna.
Nel 1982 riceve l'invito alla S.Messa celebrata dal papa Giovanni Paolo II e al successivo colloquio per il 30 agosto.
Nel 1985 riceve la riconferma della nomina da parte del Patriarca a consulente della Commissione Diocesana d'Arte Sacra per il triennio 1985-1988.
Nel 1988 per "Incontri con il Museo" del Comune di Piacenza tiene la Conferenza "Forma, luce e colore nei vetri muranesi del Museo".
Nel 1990 per il Ciclo di Conferenze in occasione de "Il Salone degli Artigiani" tratta di "Il Vetro storico veneziano”.
Nel 1991, a maggio, per il 7. Corso “Conosci la tua città: Padova nel '600”, tiene la Lezione “Il Mobile veneto nel '600”.
Nel 1992 riceve una medaglia dall'Ordine dei Giornalisti "A Giovanni Mariacher, Venezia, aprile 1992".

### Gli ultimi anni
Ricoverato per un primo infarto nell'autunno del 1993, un secondo infarto lo porterà alla morte il 7 gennaio del 1994. Ad aprile, a Venezia, con la Mostra "Venezia un incontro 1974-1994", “si onora la memoria di Giovanni Mariacher già Direttore delle Belle Arti del Comune di Venezia, ben noto e raffinato critico ed amico" e viene consegnata alla moglie una targa, "Venezia un incontro 1974-1994", raffigurante il leone di S. Marco così come rinvenuto da Mariacher nei depositi del Museo Correr. Molti articoli lo ricordano: Ha fatto grandi le arti "minori" , Mariacher, il genio dell'arte applicata , Studioso e valente pittore .
Nel 1995 in sua memoria la famiglia opererà il restauro della  statua n. 77 di Prato della Valle, raffigurante Pietro Danieletti; nel 1998 la famiglia effettuerà una donazione della Fototeca e altro materiale di studio di Giovanni Mariacher al Museo d'Arte Medioevale e Moderna di Padova.

## Pubblicazioni
- 1938
- Premesse storiche alla venuta dei Lombardi a Verona, in Atti dell'Istituto Veneto di Scienze Lettere ed Arti
- 1939
- Matteo Raverti nell'arte veneziana del ‘400. in Rivista d'Arte
- I Cori dei Frari e del Duomo di Spilimbergo, Ateneo Veneto
- 1940
- Opere d'arte ignote o poco note : Aggiunta a Matteo Raverti, in Rivista d'Arte
- Di alcune sculture della "Madonna dell'Orto", in Ateneo Veneto
- 1941
- Note su Antonio da Righeggio e Antonio Rizzo, in Le Arti
- Un Intagliatore tedesco a Venezia,  in Emporium
- 1942
- Scultori veneziani in Lombardia nei secoli 14.-16., in Ateneo Veneto
- Bibliografia di Pietro Paoletti: presentata dal prof. G.Fiocco... nell'adunanza ordinaria del giorno *29 marzo 1942, in Atti dell'Istituto Veneto di Scienze Lettere ed Arti
- Sculture di Castiglione Olona, in L'Arte
- Bernardo e Niccolò da Venezia, in Rivista d'Arte
- Mostra postuma di Filiberto Minozzi pittore vagabondo, 1877-1936 : Galleria  Duomo, 11-23 aprile 1942
- 1943
- A.Corradini sculture in legno, in Le Tre Venezie
- Un Pittore italiano per le vie del mondo, in Le Vie d'Italia
- Il Pittore vagabondo: F. Minozzi, in Ateneo Veneto
- 1945
- Orme veneziane nella scultura lombarda: i fratelli Dalle Masegne a Milano e Le Opere di Mauro *Codussi in Venezia, in Ateneo Veneto
- 1946
- Il Casinò di Venezia in Palazzo Vendramin Calergi : una sala da giuoco nella più fastosa sede del mondo, in Turismo
- La Riapertura della Galleria Internazionale d'Arte moderna e Arte sacra antica, in Popolo del Veneto
- La Galleria d'Arte Moderna a Venezia, in Arti Figurative
- 1947
- Il Museo del Settecento a Palazzo Rezzonico e Il Riordino dei Musei veneziani, in Le Vie d'Italia
- Postilla al "S.Teodoro statua composita" e Lo Scultore Antonio Corradini, in Arte Veneta
- Venezia e la sua laguna / a cura del Touring Club Italiano. – Milano
- Antiche scuole di devozione veneziane : la Confraternita di S.Maria del Carmine, in Vernice
- Il "Carpaccio" degli Schiavoni all'Accademia e La Riapertura di Ca' Rezzonico, in Popolo del Veneto
- Mostra d'Arte Antica delle Raccolte private, in Gazzetta delle Artii
- Note su Nino Pisano, in Belle Arti
- 1948
- La Riaperta Quadreria del Museo Correr a Venezia, in Emporium
- L'Arte di Francesco Laurana, in Vernice
- Le Gallerie di Venezia e Murano l'isola del vetro, in Le Vie d'Italia
- Profilo di Antonio Rizzo, in Arte Veneta
- I 600 Anni della Chiesa del Carmine, in Il Gazzettino Sera
- 1949
- La “Fortuna” di Giovanni Bellini e Problemi di scultura Veneziana, I.Lor.Bregno, in Arte Veneta
- La Mostra di Giovanni Bellini a Venezia e Merletti veneziani : una gentile attività artigiana, in Le Vie d'Italia
- L'Accademia dei Concordi antica gloria di Rovigo, In un gioco di ombre tutta una fantasmagoria di cupole, *Fra le otto arcate palpiti veneziani: la Loggia del Consiglio a Verona, Gli Affreschi del Tiepolo potranno sfidare il tempo: nelle sale di Villa Valmarana a Vicenza, Nel Palazzo Ducale una Mostra di Giovanni Bellini, Il Palazzo Vescovile dal settecento ad oggi: itinerari trevisani, In sedici sale tutto il Bellini, Belluno espone il "suo" Ottocento, I Guardi a Trento, Amorosamente fuse tecnica e passione: la Mostra del Restauro a Vicenza, Tutto il Palladio in una mostra: nel centenario della Basilica, in Popolo del Veneto
- 1950
- Note sulla Pala di Rampazzo di G.B.Tiepolo, Recenti restauri a Ca' Rezzonico : dipinti di G. e A. Diziani, *Problemi  di scultura veneziana. II. Aggiunte al Rizzo, L'Eva Vendramin, in Arte Veneta
- New light on Antonio Bregno, in The Burlington Magazine
- La Mostra dell'artigianato liturgico : Chiesa di S.Vidal, 1950. - Venezia : Artifex
- Il Palazzo Ducale di Venezia. - Firenze : Del Turco (e trad. francese)
- La Basilica di San Marco a Venezia. - Firenze : Del Turco (con Terisio Pignatti)
- La tomba del Beato Bertrando : nel 6. Centenario della sua morte / Someda de Marco, Carlo [All'interno scritto di Mariacher]. - Udine : Tip. Arti Grafiche Friulane
- Contributo su Michele da Firenze, in Proporzioni
- Appunti per un profilo della scultura gotica veneziana, in Atti del Reale Istituto Veneto di Scienze Lettere ed Arti
- La Mostra dell'Artigianato liturgico : brillante rassegna di stupendi gioielli d'arte, L'Accademia di Belle Arti celebra il secondo centenario, Le Biblioteche italiane in una Mostra a Parigi, I Capolavori dei maestri veneti esposti alla "Grande Galérie" del Louvre, in Popolo del Veneto
- 1951
- L'Intérieur vénitien, in L'Amour de l'art
- Notizie inedite su Palazzo Pesaro: il continuatore del Longhena, in Ateneo Veneto
- Ancora delle sculture di Castiglione Olona, in L'Arte, n.s.
- I Fiamminghi e l'Italia, in Le Vie d'Italia
- Nota su due sculture veneziane al Museo Nazionale di Ravenna, in Felix Ravenna
- Maioliche e maiolicari faentini in Terra di San Marco, in Produzioni d'arte
- Venezia e dintorni : guida del Touring Club Italiano (revisione generale, redazione delle parti riguardanti i Musei, capitoli introduttivi sulla scultura e sulle arti minori)
- Un'Opera ignorata di Francesco Laurana, in Belle Arti
- Antichità cristiane di Verona, L'Illustrazione dei Tiepolo nello splendore delle loro opere, I Figli di Giambattista: Giandomenico e Lorenzo, Vagabondaggio per le Ville del Veneto a complemento della grande rassegna, in Popolo del Veneto
- Oreficeria veneziana alla Mostra dell'Artigianato Liturgico, in Arti
- La Mostra del Tiepolo a Venezia, in Glauco : Rivista trimestrale di lettere critica ed arte
- 1952
- Paliotti lignei veneziani, in Emporium
- La Riviera del Brenta: villeggiature dl'altri tempi e Rinascita dell'arte vetraria a Murano,  in Le Vie d'Italia
- Dipinti restaurati al Museo Correr di Venezia, in Bollettino d'Arte del Ministero della Pubblica Istruzione
- Due inedite sculture di Antonio Rizzo, in Rivista d'Arte, Annuario 1951-1952
- 1953
- La Storia di Venezia al Museo Correr, in Le Vie d'Italia
- L'Arte del Vetro. – Milano: Mondadori
- La Facciata dell'Ateneo e un'opera ritrovata di Andrea Dell'Aquila, in Ateneo Veneto
- La Mostra storica del vetro di Murano alla 26. Biennale, Dipinti restaurati per il Nuovo allestimento del Museo Correr: L.Bastiani, G.Bellini, I.Tintoretto, P.Longhi , in Arte Veneta
- La Vera storia del simulacro della Vergine che diede il nome alla Madonna dell'Orto, in La Madonna dell'Orto ritorna nella sua Chiesa, Venezia, 4 ottobre 1953
- Note di bibliografia aquileiese e gradese, in Aquileia nostra
- Il Nuovo allestimento del Museo Correr, in Comunità
- Mostra del Lotto in Palazzo Ducale e Il Museo Correr, in Popolo del Veneto
- Ritorna all'antico splendore la dugentesca Chiesa dei Carmini e All'Accademia di Londra una mostra d'arte fiamminga, in Il Gazzettino
- 1954
- Venezia ai tempi di Marco Polo e Il Museo della Ca' d'Oro a Venezia, in Le Vie d'Italia
- Capitelli veneziani del 12. e 13. secolo, in Arte Veneta
- I Vetri della raccolta Maglione presso il Museo Vetrario di Murano, in Giornale Economico
- Tullio Lombardo Studies, in The Burlington Magazine
- Una Mostra di pittura del settecento bellunese, in Popolo del Veneto
- Non cadiamo nel Museo, in La Fiera letteraria
- L'Arte del vetro / Mariacher, Giovanni (cur.). - [Milano] : A.Mondadori
- 1955
- Eighteenth-Century Venetian Lacquered Furniture, in The Connosseur
- Ausstellung Kurzlich restaurierter Bilder im Museo Correr, in Die Weltkunst
- La Varsavia del Bellotto, in Le Vie d'Italia
- Pietro Lombardo a Venezia e La Mostra dei disegni e La Mostra delle legature artistiche all'Istituto di Storia dell'Arte, S.Giorgio, in Arte Veneta
- 1956
- Recenti restauri di pitture del Museo Correr, in Boll.Musei Civici Veneziani
- Madonnari greco-veneti del ‘500 al Museo Correr, in Atti del  18. Congresso Internazionale di Storia dell'arte – Venezia
- The Ducal Palace. – Firenze: Del Turco (ed. inglese)
- Jacopo Sansovino. – Milano: Mondadori
- Musei di ieri e di oggi, in Ateneo Veneto
- Venetian Glass Lamps and Chandeliers, in The Connosseur
- Due tele giovanili di G.B.Tiepolo, in Arte Figurativa antica e moderna
- 1957
- Antichi lampadari vitrei veneziani : dal Rinascimento agli inizi dell'età moderna. - Venezia : Edizioni della Fortuna
- Il Museo Correr di Venezia : dipinti dal 14. al 16. secolo / Mariacher, Giovanni (cur.). - Venezia : Neri Pozza
- Bozzetti inediti di Antonio Canova al Museo Correr di Venezia, in Arte neoclassica, Atti del Convegno 12-14 ottobre 1957
- Il Bozzetto canoviano per il monumento di Francesco Pesaro in S.Marco, Il Restauro della Madonna del Catena e  Paolo Veneziano (?), S.Giovanni Battista, in Boll.Musei Civici Veneziani
- 1958
- Die  Abenteuer eines venezianischen Gesandten im alten Konstantinopel, in Kulturelle Monatschrift
- La Raccolta dei vetri spagnoli al Museo vetrario di Murano e La Raccolta dei vetri spagnoli al Museo vetrario di Murano, in Giornale economico
- La Storia del vetro di Murano dalle origini ai giorni nostri, in Il Gazzettino
- Il Restauro del Cristo in Pietà attribuito a Benedetto Diana, Mostra di maioliche cinquecentesche del Museo Correr e Di uno amalto limosino al Museo Correr e di un disperso paliotto veneziano, in Boll.Musei Civici Veneziani
- Camini d'ogni tempo e paese. - Milano : A.Vallardi
- 1959
- Due soffitti di Francesco Maffei restaurati a Ca' Rezzonico e Un Bozzetto di Antonio Tarsia al Museo Correr, in Boll.Musei Civici Veneziani
- Contributi sull'attività di scultori caronesi e comaschi a Venezia nei sec. 15.-16., in Arti e artisti dei Laghi Lombardi
- Vetri inediti in raccolte private e I Vetri della Racoclta Fortuny al Museo di Murano, in Giornale economico
- Ein unbekanntes Werk Tizians und seine Varianten e Alte deutsche und hollandische Meister, die im Museo Correr zu Venedig restauriert Wurden, in Die Weltkunst
- Numismatica, voce in Grande Dizionario Enciclopedico, UTET, vol. 9.
- La Pittura del Seicento a Venezia: [Catalogo dei dipinti della Mostra, Venezia, 1959] / [Zampetti, Pietro; Mariacher, Giovanni; Pilo, Giuseppe Maria (cur.)]. - Venezia: Arti Grafiche Fantoni
- Il Seicento a Venezia, in Le Arti
- Vetri italiani del Cinquecento. - Milano : A.Vallardi
- Due orafi toscani a Venezia nel Quattrocento e Argenti italiani dal 16. al 18. secolo a Milano, in Arte Veneta, ann. 13.-14., 1959-60
- 1960
- Restauri di dipinti nella Quadreria Correr, Recenti restauri al Museo Vetrario di Murano e L'Allestimento della Quadreria Correr, in Boll.Musei Civici Veneziani
- Le Raccolte vetrarie del Museo Civico di storia e d'arte, in Rivista mensile Città di Trieste
- La Villa Corner Chiminelli di Castelfranco Veneto, in Rivista d'arte Acropoli
- Venetian Globes of the Seventeenth and Eighteenth Centuries, in The Connosseur
- Le Raccolte vetrarie del Museo Civico di Trieste, in Giornale Economico
- Il Vetro soffiato : da Roma antica a Venezia. - Milano : Electa, 1960 [con trad.inglese e americana del 1961 e tedesca del 1962].
- 1961
- Il Paliotto argenteo del SS.Salvatore a Venezia, in Scritti di storia dell'arte in onore di Mario Salmi, Roma
- Il Camerino degli Stucchi già Calbo Crotta a Palazzo Rezzonico, in Boll.Musei Civici Veneziani
- Le Tavole delle Arti veneziane, L'Arte dello stucco a Venezia nel Settecento : il Palazzo Sagredo a Santa Sofia e L'Arte dello stucco a Venezia nel 1700 : 2. Palazzo Zenobio ai Carmini, in Giornale economico
- Di un disperso paliotto di Leonardo da Limoges a Venezia, in Arte Antica e Moderna, Firenze : Sansoni
- Torcello Burano Murano, in Echi d'Italia
- Carlo Crivelli, in Le Arti
- Tesori della Quadreria Correr a Venezia / Mariacher, Giovanni (testo). - Milano : Aldo Martello
- Art Italien : Le Verre. - s.l. : Pierre Tisné
- La Pittura di Carlo Crivelli in una grande Mostra, in Rivista d'arte Acropoli, 1961-62
- 1962
- Elementi di storia dell'arte ad uso dei licei scientifici. 1. Dall'arte pre-ellenica al Gotico. - Bergamo: Istituto Italiano d'Arti Grafiche
- Ambienti italiani del Cinquecento. - Milano: A.Vallardi
- Il Sansovino / Mariacher, Giovanni (cur.). - [Milano] : A.Mondadori
- Commento alla Mostra di Andrea Mantegna a Mantova, in Rivista d'arte Acropoli
- Andrea Brustolon : scultore di mobili e di legni, in L'Oeil: Art, architecture, formes utiles en Italie
- 1963
- L'Attività dei Musei Civici Veneziani nel 1962, in Rivista d'arte Acropoli
- Ein Neuer "Christus mit dem Zinsgroschen" von Tizian, in Weltkunst
- Elementi di storia dell'arte ad uso dei licei scientifici. 2. Dall'arte rinascimentale alla contemporanea. - Bergamo: Istituto Italiano d'Arti Grafiche
- Camini d'ogni tempo e paese. - 2.ed.. - Milano: A.Vallardi, 1963 [con trad. francese s.d.]
- Vetri italiani del Rinascimento. - Milano: A.Vallardi
- Ambienti italiani del Trecento e Quattrocento. - Milano: A.Vallardi
- Specchiere italiane e cornici da specchio, dal 15. al 19. secolo. - Milano: Gorlich
- I Vetri romani di Zara al Museo Correr, in Vetro e Silicati
- Il Ritratto di Francesco 1. di Tiziano per la Corte di Urbino, in Pantheon: Internationale Zeitschrift fur Kunst
- 1964
- La Scoperta di due bottiglie veneziane del secolo 15., in Journal of Glass Studies
- Stuccatori ticinesi a Venezia tra la fine del Seicento e la metà del Settecento, in Arte e artisti dei laghi lombardi
- Il Vetro europeo dal 15. al 20. secolo. - Novara: Istituto Geografico De Agostini
- Il Restauro della facciata di Ca' Rezzonico, in Boll.Musei Civici Veneziani
- Un Nuovo dipinto di Gian Battista da Ponte, in Emporium
- 1965
- Nuovi appunti su Brustolon a Ca' Rezzonico e al Museo Correr, in Boll.Musei Civici Veneziani
- Il Palazzo Vendramin Calergi a Venezia / Mariacher, Giovanni (testi). - Treviso : Arti Grafiche Longo & Zoppelli
- Lampade e lampadari in Italia dal Quattrocento all'Ottocento. - Milano : A.Vallardi
- Illuminazione in Italia dal Quattrocento all'Ottocento. - Milano : A.Vallardi
- Vetri italiani del Seicento e del Settecento. - Milano : A.Vallardi
- Argenti italiani. - Milano : Gorlich
- I Vetri del Museo Civico di Brescia, in Vetro e Silicati
- 1966
- Bronzetti del Rinascimento al Museo Correr, in Boll.Musei Civici Veneziani
- I Maestri della Scultura. 35: Antonio Rizzo. - Milano : Fratelli Fabbri Editori
- L'Arte del vetro : dall'Antichità al Rinascimento. - Milano : Fratelli Fabbri
- Scultura lignea nel mondo nordico. - Milano : Fratelli Fabbri
- Scultura lignea nel mondo latino. - Milano : Fratelli Fabbri
- Il Carnevale rivive nelle stampe antiche  e San Lorenzo : un monumento salvato a Venezia, in Il Gazzettino
- Monumenti di guerra, in Popolo del Veneto
- Elementi di storia dell'arte ad uso dei licei scientifici. Vol. 1. Dall'arte pre-ellenica al gotico. - 2.ed. - Bergamo: Istituto Italiano d'Arti Grafiche
- La Basilica di San Marco / Valeri, Diego; Mariacher, Giovanni (cur.). - Firenze: Sadea
- Il Palazzo Ducale di Venezia / Trincanato, Egle Renata; Mariacher, Giovanni (cur.). - Firenze: Sadea
- Ca' Rezzonico: Guida illustrata. - Venezia: Alfieri, 1966 [con trad.inglese 1967]
- 1967
- Il Vetro veneziano del Rinascimento e Gli Avori del Museo Correr di Venezia, in Rassegna della Istruzione Artistica
- Tesori d'arte cristiana. 69: Venezia, S.Maria dei Miracoli. - Bologna : Officine Grafiche Il Resto del Carlino
- G.Maria Morlaiter e la scultura veneziana del Rococò, in Sensibilità e razionalità nel Settecento
- Un Secolo di storia veneziana, in Venezia ieri e oggi
- Carlo Crivelli e i Crivelleschi, in Sguardi sul mondo
- La Scultura veneta del Seicento e del Settecento, in Arte Veneta
- Venezia : S,Maria dei Miracoli / Mariacher, Giovanni (cur.). - Bologna : Off.Graf. Poligrafici Il Resto del Carlino
- Venezia : Chiesa del Redentore / Mariacher, Giovanni (cur.). - Bologna : Off.Graf. Poligrafici Il Resto del Carlino
- I Vetri di Murano. - Milano ; Roma : Carlo Bestetti Edizioni d'Arte
- Sculture ignote di Giovanni Marchiori, in Arte in Europa: Scritti di storia dell'arte in onore di Edoardo Arslan
- 1968
- L'Attività dei Musei Civici Veneziani, in Arte Veneta
- La cucina veneziana / Comune di Venezia : Assessorato alle Belle Arti ; Casinò Municipale ; Mariacher G. et al. (contributi). - Venezia : Tipografia Commerciale
- Trionfano al Metropolitan Museum gli affreschi prestati dall'Italia e Sta rivivendo in America il gusto per il Medioevo, in Il Gazzettino
- Palma Il Vecchio. - Milano: Bramante
- L'Arte della tavola nella pittura veneta, in Venezia : Rivista di turismo arte economia
- 1969
- Il Restauro dell'Ancona di Bagnara al Museo Correr, in Atti dell'Accademia di Scienze Lettere e Arti di Udine, 1966-1969, Serie 7., vol. 8
- I Merletti antichi della Collezione Jesurum donati dall'I.R.I. al Museo Correr, in Boll.Musei Civici Veneziani
- Da Torcello a Murano  / Mazzariol, Giuseppe ; Mariacher, Giovanni (cur.). - Firenze : Sadea/Sansoni
- Il Vetro d'arte : Corso di dispense, marzo-maggio 1969, Associazione degli Amici dei Poldi Pezzoli, Milano
- I Palazzi antichi di Venezia : Conversazione tenuta dal Lion prof. Giovanni Mariacher alla riunione conviviale del 15 gennaio 1969, in Notiziario Sociale / Lions Club Venezia
- Anche il vetro in America ha un suo museo modello, in Il Gazzettino
- Il Merletto veneziano, in Il Merletto antico a Venezia
- L'Attività dei Musei Civici Veneziani, in Arte Veneta
- Da Torcello a Murano / Mazzariol, Giuseppe; Mariacher, Giovanni (cur.). - Firenze: Sadea
- Ca' Rezzonico: Guida illustrata. - 2.ed.. - Venezia: Alfieri
- 1970
- Il Museo vetrario di Murano / Mariacher, Giovanni (testo). - Milano: Aldo Martello
- La Laguna vista dagli artisti veneziani dal 15. al 18. secolo, in Mostra storica della laguna veneta : Catalogo
- Il Mobile : Barocco veneziano. - Novara : Istituto Geografico De Agostini
- 1971
- Vetri graffiti veneziani del Cinquecento. - Venezia : Cassa di Risparmio di Venezia
- Arte a Venezia : dal Medioevo al Settecento : testimonianze e recuperi : Catalogo della Mostra, Venezia, Procuratie Nuove, 26 giugno-31 ottobre 1971. - Venezia : Alfieri
- Vetri della collezione Vito Manca / Mariacher, Giovanni  (cur.). - Perugia : Tip. "Grafica" di Salvi & C.
- Bronzetti veneti del Rinascimento. - Vicenza: Neri Pozza
- L'Oreficeria sacra veneziana dal 17. al 19. secolo, in Il Tesoro e il Museo, Sansoni
- Itinerario Farmaceutico di Venezia / Bracco Industria Chimica SpA (Pres.) [Pref. Mariacher]. - Milano : I.E.I
- Nuovi bozzetti identificati di Gianmaria Morlaiter, in Studi di Storia dell'arte in onore di Antonio Morassi
- L'Attività dei Musei Civici Veneziani nel 1971, in Arte Veneta
- 1972
- L'Attività dei Musei Civici Veneziani nel 1972, in Arte Veneta
- Guida del Museo Correr di Venezia: Sezione storica, Quadreria, Arti decorative. - Roma: Fratelli Palombi, 1972 [con trad. inglese del 1975]
- Vetri graffiti veneziani del Cinquecento. - Venezia: Cassa di Risparmio di Venezia
- Vetri meravigliosi. - 2.ed. / Mariacher, Giovanni; Causa, Marina. - Milano: F.lli Fabbri
- Bibliografia della Mostra "Arte a Venezia dal Medioevo al Settecento : testimonianze e recuperi". – Venezia
- Bregno, Andrea, Bregno, Giovanni Battista, Bregno, Lorenzo:  voci in Dizionario biografico degli italiani, vol. 14
- 1973
- L'Attività dei Musei Civici Veneziani nel 1973, in Arte Veneta
- Ritratto di Venezia: Venezia, Museo Correr, agosto-ottobre 1973: breve itinerario della Mostra. - Venezia: Alfieri, 1973 [introduzione]
- Il Vecchio volto della città in un mosaico di testimonianze, in Il Gazzettino [Mostra "Ritratto di Venezia"]
- Dipinse capolavori per gioco: comincia dai Tiepolo la salvezza di Venezia, in Oggi illustrato
- 1974
- Venezia e Bisanzio : aspetti della Mostra, in Vernice
- L'Attività della Direzione delle Arti e dei Musei Civici Veneziani nel 1974, in Arte Veneta
- 1975
- Nuove note sul restauro della "Pala d'oro" di Torcello, in Arte Veneta
- Jacopo Negretti detto Palma il Vecchio, in I Pittori bergamaschi dal 13. al 19. secolo. - Bergamo: Poligrafiche Bolis
- Unfamiliar Masterpieces of North Italian Sculpture, in Apollo
- Bibliografia della Mostra "Venezia e Bisanzio". – Venezia
- 1976
- Oreficeria sacra del Fiuli Occidentale: sec. 11.-19. : Catalogo della Mostra, Centro Culturale Odorico da Pordenone, 28 dicembre 1975-28 febbraio 1976 / Mariacher, Giovanni (cur.) ; Menis, Gian Carlo (intr.) ; Goi, Paolo (contr.). - Pordenone: Comune di Pordenone
- La Mostra "Oreficeria sacra del Friuli occidentale" a Pordenone, in Arte Veneta
- 1977
- Stoffe antiche del Friuli Occidentale : sec. 16.-19. : Catalogo della Mostra, Centro Culturale Odorico da Pordenone, 10 dicembre 1977-28 febbraio 1978 / Mariacher, Giovanni (cur.) ; Turrin, Paola (schede) ; Altan, M.G.B. et al. (contr.). - Pordenone : Comune di Pordenone
- L'Oreficeria veneziana dalle origini alla caduta della Repubblica, in Oro di Venezia: Mostra Mercato dell'Oreficeria, Gioielleria, Argenteria <2; 1977; Venezia> : Mostra Gioielli vincenti al Concorso nazionale d'Arte Orafa "Diamanti oggi 1977" . - Venezia : Tipografia Commerciale
- Teodoro Correr, la sua casa, il suo Museo, in Il Restauro di Ca' Correr, Venezia
- 1978
- Epigoni di Alessandro Vittoria negli stucchi di Palazzo Vendramin Calergi a Venezia, in Arte Veneta
- Argenti veneziani inediti : 15.-19. secolo, in Oro di Venezia: Mostra Mercato dell'Oreficeria, Gioielleria, Argenteria <3; 1978; Venezia> : Argenti antichi veneziani. - Venezia: Stamperia di Venezia
- Ca' Vendramin Calergi / Mariacher, Giovanni (cur.). - Venezia: Casinò Municipale di Venezia
- Venezia un incontro: un poeta, un pittore, un fotografo: Ugo Stefanutti, Silvio Geat, Ermanno Reberschak. - Venezia: Helvetia, 1978 [introduzione]
- Una Raffigurazione contemporanea dell'incendio di S.Marcuola (1789) al Museo Correr, in Boll. Musei Civici Veneziani
- 1979
- Ceramiche nel Friuli Occidentale: Catalogo della Mostra, Museo Civico, Centro Culturale Odorico da Pordenone, 23 dicembre 1978-31 marzo 1979 / Mariacher, Giovanni (pref.) ; Alverà Bortolotto, Angelica (cur.) ; Lucchetta, Maurizio (contr.). - Pordenone: Comune di Pordenone
- La Calzatura della Riviera del Brenta: Storia & Design / Bondi, Federico; Mariacher, Giovanni. - Venezia: Cavallino, c1979 [con trad. inglese 1983]
- Elementi di storia dell'arte ad uso dei licei scientifici. Vol. 2. Dall'arte rinascimentale alla contemporanea. - 5.ed. riv. e corretta. - Bergamo: Istituto Italiano d'Arti Grafiche
- 1980
- Le Collezioni di vetri d'arte appartenenti al Museo Poldi Pezzoli: dal 15. al 19. sec. : conversazione, in Le Domeniche al Museo Poldi Pezzoli, 1979-1980
- Uomo lavoro attrezzo : proposta per un Museo :[ introduzione], in Uomo lavoro attrezzo: proposta per un Museo, Chioggia
- Ricordo di Giovanni Pedrocco (1901-1980), in Boll. Musei Civici Veneziani
- Elementi di storia dell'arte ad uso dei licei scientifici. Vol. 1. Dall'arte pre-ellenica al gotico. - 10.ed. riv. e corretta. - Bergamo: Istituto Italiano d'Arti Grafiche
- Mosaici di San Marco / Mariacher, Giovanni (testi). - Venezia: Edizioni d'Arte Ardo
- Il Tesoro della Basilica di San Francesco ad Assisi / Middeldorf, Ulrich (intr.) ; Ciardi Dupré dal Poggetto, Maria G. (coord.) ; Bonito Fanelli, Rosalia et al. (saggi e catalogo). - Firenze: EDAM, c1980 [saggio]
- 1981
- Scultura: Catalogo della Mostra "Cento opere restaurate del Museo Civico di Padova"
- Il Mobile veneto e Le Mostre Antoniane a Padova, in Arte Veneta
- I Tessuti antichi ritrovati all'esterno e all'interno della Cassa con il corpo di S.Antonio, in Il Santo: Rivista antoniana di storia dottrina arte
- Cento Opere restaurate del Museo Civico di Padova: Catalogo della Mostra: 15 aprile-12 giugno 1981: Sculture, in Bollettino del Museo Civico di Padova
- 1982
- Un Episodio del momento neoclassico a Venezia : gli affreschi di Sebastiano Santi in Palazzo Treves de' Bonfili , in Giuseppe Jappelli e il suo tempo
- Sulla ceramica veneziana, in Arte Veneta
- Antonio Salviati e la rinascita ottocentesca del vetro artistico veneziano : Museo Civico di Palazzo Chiericati, Vicenza, 27 febbraio-25 aprile 1982 / Mariacher, Giovanni (intr.) ; Barovier Mentasti, Rosa (catalogo). - Vicenza : G.Rumor
- 1984
- Antonio Rizzo scultore e architetto, in Arte Veneta
- Angelo Scarabello orefice estense a Padova, in Studi di storia dell'arte in memoria di Mario Rotili
- 1985
- Argenterie e bronzetti, in L'Abbazia di Santa Maria di Praglia
- Vetri e ceramiche / Mariacher, Giovanni; Bojani, Gian Carlo. - Piacenza: Ed. Museo Civico
- 1986
- Il Merletto nell'arte e nel costume, in Il Merletto di Pellestrina
- Centri storici / Mariacher, Giovanni ; Bortolami, Sante ; Zerbinati, Enrico (testi) ; Santagiuliana, Fabio (fotografie). - Padova : Cassa di Risparmio di Padova e Rovigo
- 1987
- La Scultura del Cinquecento. - Torino : UTET
- Di un inedito ritratto di Francesco Morosini, in Boll. Civici Musei Veneziani d'arte e di storia
- 1988
- Arte estense del vetro e del cristallo, sec. 14.-19. / Ferrari, Elena, Polacci, Giuseppe; Zagaglia, Beppe (fotografie) ; Mariacher, Giovanni (pref.). - Modena: Rebecchi
- 1990
- Il Vetro storico veneziano, in Ciclo di Conferenze in occasione de "Il Salone degli Artigiani". - Padova: Associazione culturale "Ars Patavina"
- Cittadella: città murata / Dosio Bonfiglio, Giorgetta et al. (testi) ; Bruno, G. et al (fotografie) [con saggio di Mariacher]. - Padova: Biblos
- Antiquariato condito di claustrofobia: a Palazzo Vendramin Calergi, in Il Mattio
- Giovanni Mariacher, Angelo Scarabello orefice estense a Padova (1712-1795), in Terra d'Este, vol. 3, n. 6, 1993,  pp. 175-206, SBN CFI0166343.

Verranno editi postumi:
- Smalti e oreficerie, in Storia di Venezia: Temi. L'Arte. - Ist.Enc.It.
- I Mestieri della moda a Venezia: Serenissima: The Arts of Fashion in Venice from the 13. to the 18. Century / Davanzo Poli, Doretta (cur.) ; Butazzi, Grazietta et al. (texts) . - Rev.ed. - Venezia: I Mestieri della moda a Venezia, 1995 [Con un saggio di Giovanni Mariacher].